# Hoʻohokukalani
Hoʻohokukalani je havajska božica, čije je puno ime Kahoʻohokuokalani-i-kau-i-kaheahea („ona koja postavlja zvijezde na nebo i kiti nebeska područja”). Opisana je kao lijepa žena, koja je postala ljubavnica svoga oca. Njezini su roditelji bog Wākea (Otac Nebo) i njegova žena Papahānaumoku (Majka Zemlja) — božanstva muške i ženske stvarateljske energije. Ta su božanstva oblikovala havajske otoke te je potom Hoʻohokukalani rođena.
Kad je Hoʻohokukalani odrasla, Wākea se u nju zaljubio te je htio spavati s njom, ne mareći za to što joj je otac. Ipak, on nije mogao imati spolni odnos sa svojom kćeri jer se bojao svoje supruge, pa je naredio svom svećeniku da nekamo odvede Papahānaumoku.
Nakon što je Papahānaumoku otišla sa svećenikom na udaljeno mjesto, Wākea i Hoʻohokukalani imali su spolni odnos te je ona rodila mrtvorođeno dijete, koje je nazvano Haloa. Na mjestu gdje je Haloa pokopan, niknuo je taro. Ta je biljka bila veoma važna za prehranu Havajaca. Kasnije, Wākea i Hoʻohokukalani dobili su drugo, živuće dijete, također nazvano Haloa.